# سایه‌های صحرا؛ ایران باستان در جنگ
کتاب «سایه‌های صحرا؛ ایران باستان در جنگ» کتابی تاریخی - تحلیلی به قلم  کاوه فرخ است که در سه بخش تفصیلی به تاریخ ایران در دوره هخامنشی، اشکانیان و ساسانیان می‌پردازد.

## توضیحات
این کتاب، پیشگفتاری به قلم ریچارد نلسون فرای دارد که در سپتامبر ۲۰۰۶ نوشته شده است و در بخشی از آن می‌خوانیم:
در این کتاب دکتر کاوه فرخ ما را با نظرگاه ایرانی این روایت در مقابل دیدگاه یونانی و رومی آن که مدت‌های مدید بر دانش ما از جنگ‌های ایران باستان سایه افکنده است، آشنا می‌سازد. نگاه از منظر دیگر مطبوع است و دکتر فرخ در این تاریخ بر بسیاری از نهادهای ایرانی مانند سواره نظام نخبه ساسانی یا «اسواران» پرتوی از نور می‌افشاند.
این کتاب در بخش «هخامنشیان» با این توصیف آغاز می‌شود که اولین امپراتوری دنیا در اوج خود از ترکیه و سواحل دریای اژه در غرب تا آسیای مرکزی و هند در شرق امتداد داشت. دستاوردهای هخامنشیان عبارت بود از : ساخت جاده شاهیه اولین سیستم خبررسانی و اقتصاد پولی متمرکز ، اما شاید بزرگ‌ترین دهش امپراتوری به نوع بشر منشور حقوق بشر کورش و احترام او به تنوع دینی، فرهنگی و زبانی موجود در امپراتوری بود.
همچنین در بخش اشکانیان با این مطلع روبه‌رو می‌شویم که اشکانیان ایران را از زیر سلطه پادشاهان سلوکی خارج کردند. آیین جنگ که بر شالوده سوارکاری استوار بود به سواره نظام یکدست با سلاح سنگین و دارای نیزه که در کنار کمانداران مهلک چابک‌سوار عمل می‌کردند تغییر شکل داد.
در بخش سوم و پایانی کتاب درباره عصر ساسانی می‌خوانیم که این عصر پیشرفت‌های عظیم در زمینه‌های معماری، علم، هنر و امور نظامی به ویژه بهبود سواره نظام سنگین اسلحه رخ داده است. دین امپراتوری آیین زرتشتی بود گرچه در امپراتوری جماعات بزرگی از دیگر مذاهب نیز وجود داشت.
این کتاب گاهشماری نیز دارد که از سال ۱۰ هزار قبل از میلاد آغاز و تا ۸۳۸ پیش از میلاد را در برمی‌گیرد.
کتابشناسی برگزیده و نمایه نیز بخش‌های پایانی کتاب را شامل می‌شود.
این کتاب با ترجمه شهربانو صارمی توسط نشر ققنوس در ۵۵۲ صفحه، شمارگان ۲ هزار نسخه و قیمت ۱۷ هزار تومان منتشر شده است.( البته قیمت کتاب مال زمان اولین انتشار است)

## جایزه‌ها
- بهترین باستان‌شناس سال بنیاد میراث پاسارگاد به خاطر انتشار کتاب سایه‌های صحرا؛ ایران باستان در جنگ[۱](مارچ ۲۰۰۸)
- جایزه شیرطلایی آکادمی والم به عنوانه بهترین کتاب تاریخی سال[۲](اکتبر ۲۰۰۸)
- جایزه اتحادیه ناشران مستقل آمریکا (جایزه بنجامین فرانکلین) به عنوان بهترین کتاب تاریخی سال[۳] (نوامبر ۲۰۰۸).